# NGC 2668
NGC 2668 est une vaste galaxie spirale barrée située dans la constellation du Lynx. NGC 2668 a été découverte par l'astronome français Édouard Stephan en 1877.

## Caractéristiques
La classe de luminosité de NGC 2668 est I-II et elle présente une large raie HI. Selon la base de données Simbad, NGC 2668 est une galaxie LINER, c'est-à-dire une galaxie dont le noyau présente un spectre d'émission caractérisé par de larges raies d'atomes faiblement ionisés.

### Distance
Sa vitesse par rapport au fond diffus cosmologique est de 7 726 ± 15 km/s, ce qui correspond à une distance de Hubble de 114,0 ± 8,0 Mpc (∼372 millions d'al).
À ce jour, deux mesures non basées sur le décalage vers le rouge (redshift) donnent une distance de 133,000 ± 4,243 Mpc (∼434 millions d'al), ce qui est légèrement à l'extérieur des valeurs de la distance de Hubble. Notons cependant que c'est avec la valeur moyenne des mesures indépendantes, lorsqu'elles existent, que la base de données NASA/IPAC calcule le diamètre d'une galaxie et qu'en conséquence le diamètre de NGC 2668 pourrait être d'environ 53,0 kpc (∼173 000 al) si on utilisait la distance de Hubble pour le calculer. 

### Classification
La base de données NASA/IPAC indique qu'il s'agit d'une galaxie spirale sans barre (Sab), mais la photo prise par le relevé SDSS montre assez clairement une barre qui traverse le bulbe de la galaxie.

## Supernova
La supernova SN 2003je a été découverte dans NGC 2668 le 25 octobre 2003 dans le cadre du programme LOSS (Lick Observatory Supernova Search) de l'observatoire Lick et du programme KAIT (The Katzman Automatic Imaging Telescope) de l'université de Californie à Berkeley. Cette supernova était de type II. 